# هیرموسته (شهرستان هیو)
هیرموسته (به لاتین: Hirmuste) یک منطقهٔ مسکونی در استونی است که در شهرستان هیو واقع شده‌است.